# Houdan (kip)
De Houdan (ook genaamd Normandisch Hoen) is een Frans kippenras dat zijn naam dankt aan de plaats van herkomst, het gelijknamige dorp ten westen van Parijs, in het Franse departement Yvelines.

## Oorsprong
Dit oude ras, waarvan reeds sprake is in de zeventiende eeuw, werd voornamelijk gefokt in het gebied Yvelines en Eure-et-Loir. Door de betere productiviteit van de hybride rassen verdween het ras uit de commerciële sector, maar Franse fokkers hebben zich met succes ingezet om het ras te behouden; het is een van de weinige Franse rassen die erkend worden door de British Poultry Standard. Het ras is voor het eerst beschreven in 1858 door Charles Émile Jacque (23-05-1813 – 07-05-1894).
Na het midden van de 19e eeuw gingen boeren in de wijde omgeving van Parijs kippen, eenden en ganzen fokken. Door de explosieve uitbreiding van de stad nam de vraag naar vlees enorm toe en dus werden allerlei rassen met goede vleesproductie gehouden. Ook werd getracht door kruisen de vleesproductie van de dieren te verbeteren.

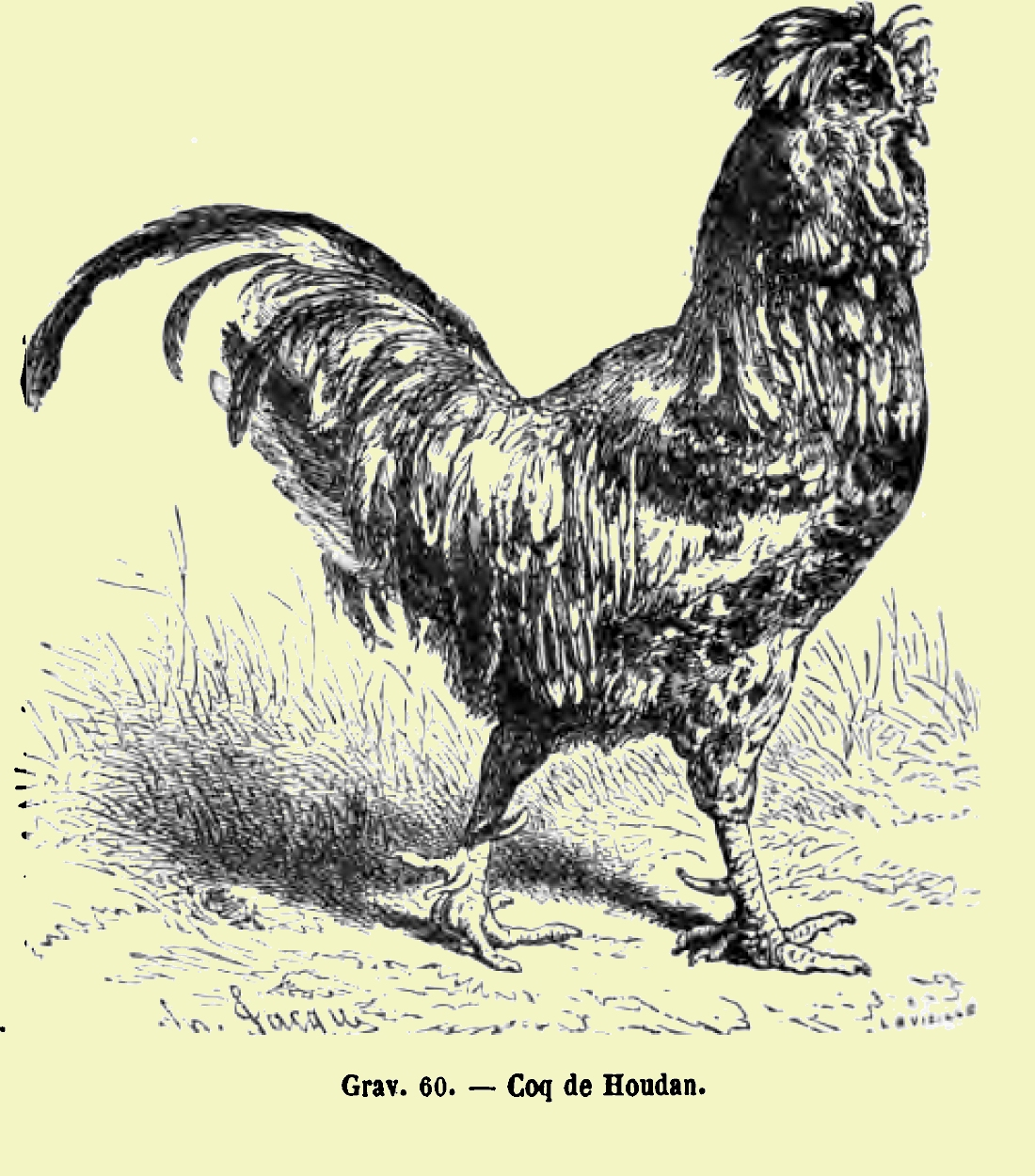
Houdan haan, Le Poulailer, Charles Émile Jacque, 1858
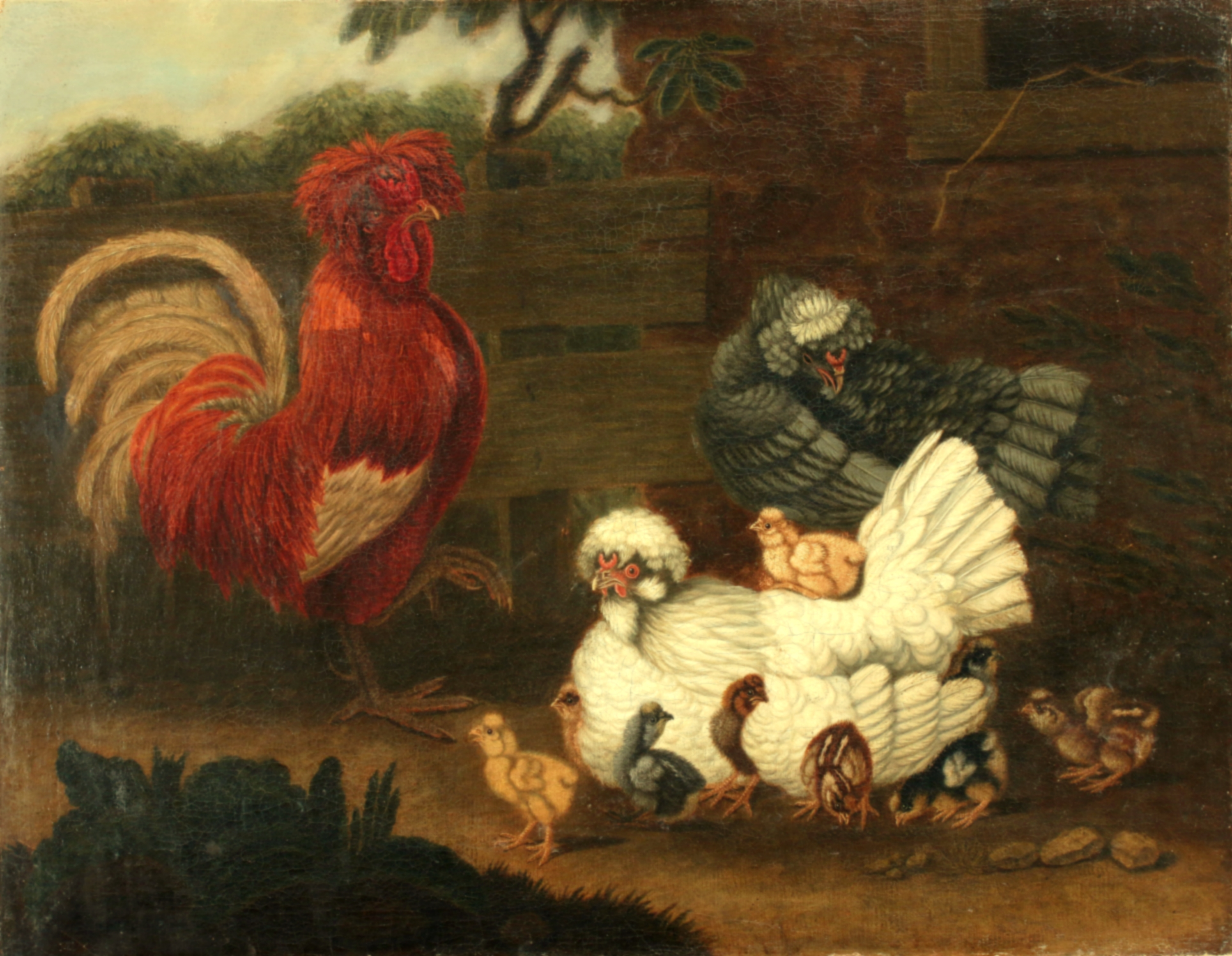
Houdan kippen met haan en kuikens, 19e-eeuws schilderij (ongesigneerd)
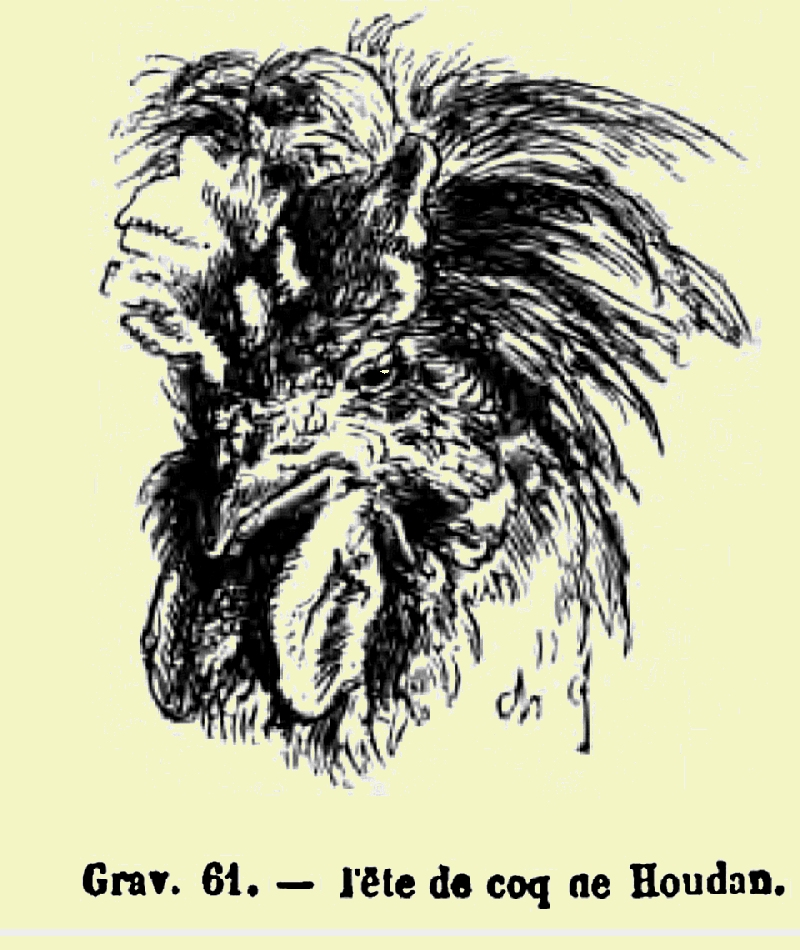
Houdan haan kop, Le Poulailer, 1858
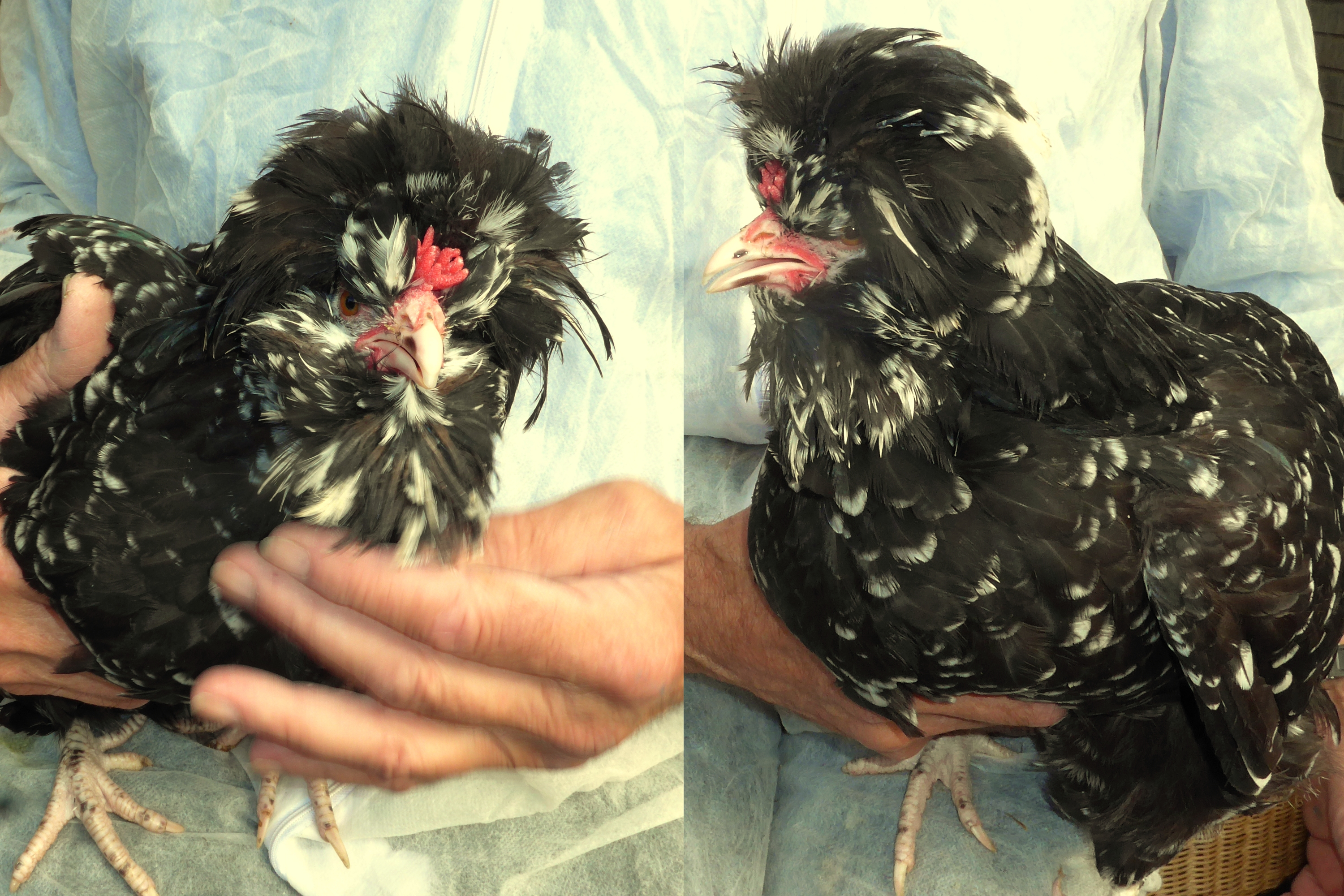
Houdan, jonge hen ca. 5 maanden oud

## Kenmerken
De Houdan is oorspronkelijk gefokt als vleesras. Opvallend zijn de baard, de zogenoemde bladerkam en de vijf tenen aan elke poot. De kip is breed en zwaar gebouwd met een lange rug en een rechthoekig silhouet (baksteenvorm). De baard is driedelig met een flink middendeel, een keelbaard en bakkebaarden. De kop wordt gesierd door een tweedelige kam die aan de achterzijde niet is vergroeid en lijkt op het blad van de eik. De lellen zijn klein en door de baard nauwelijks zichtbaar. De poten zijn wit met zwarte vlekjes.

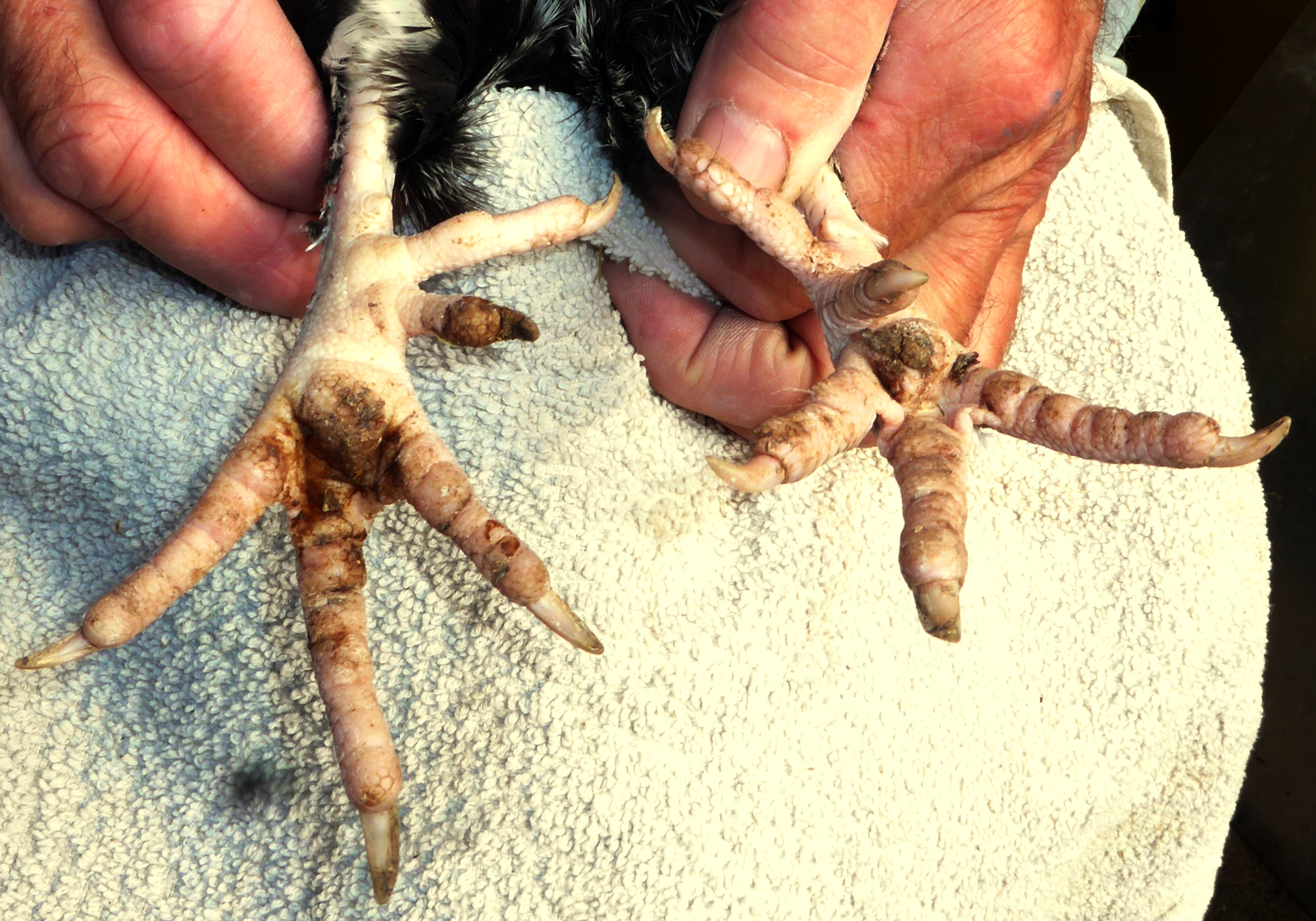
Houdan voet met vijf tenen
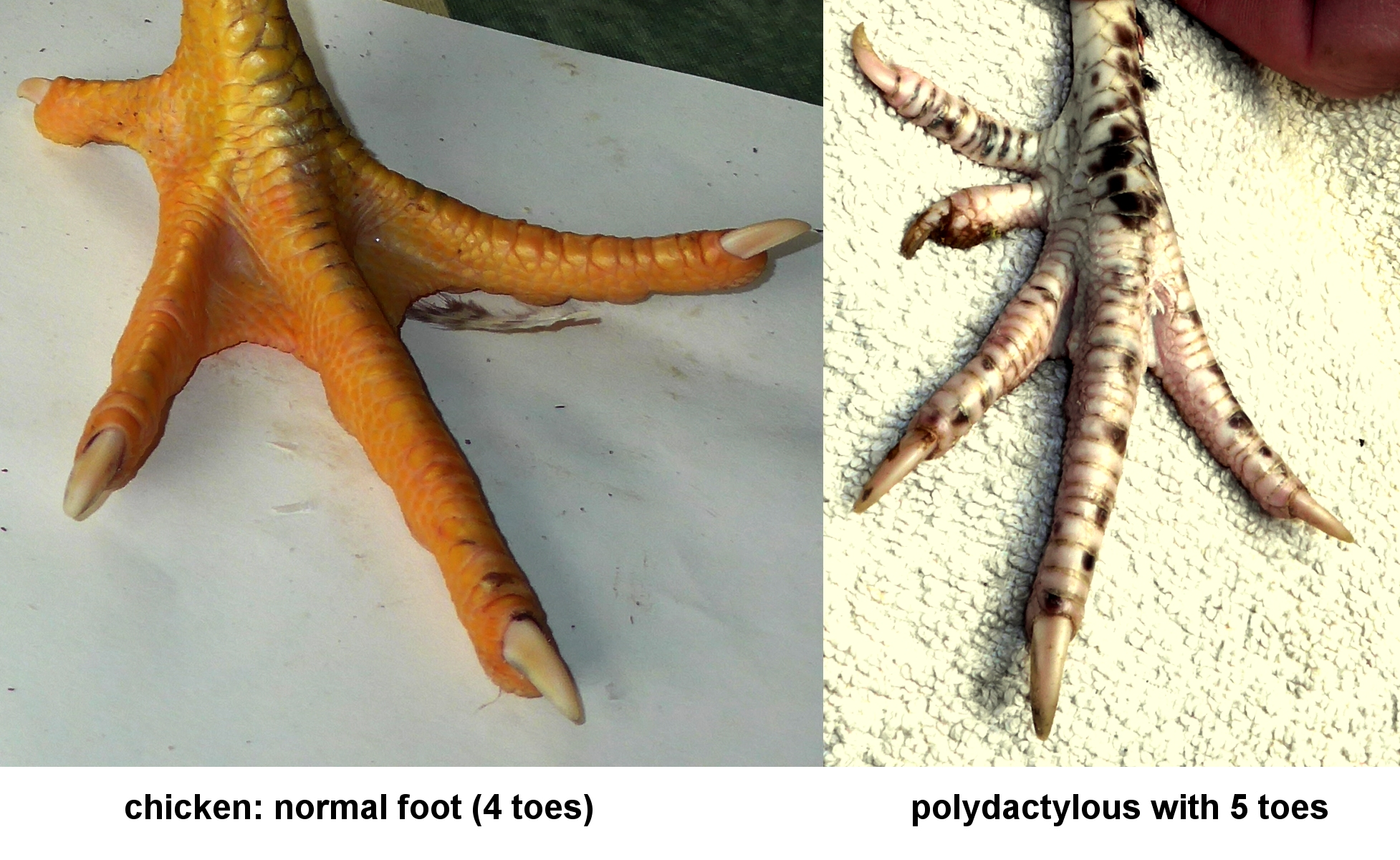
kippenvoet normaal en met 5 tenen
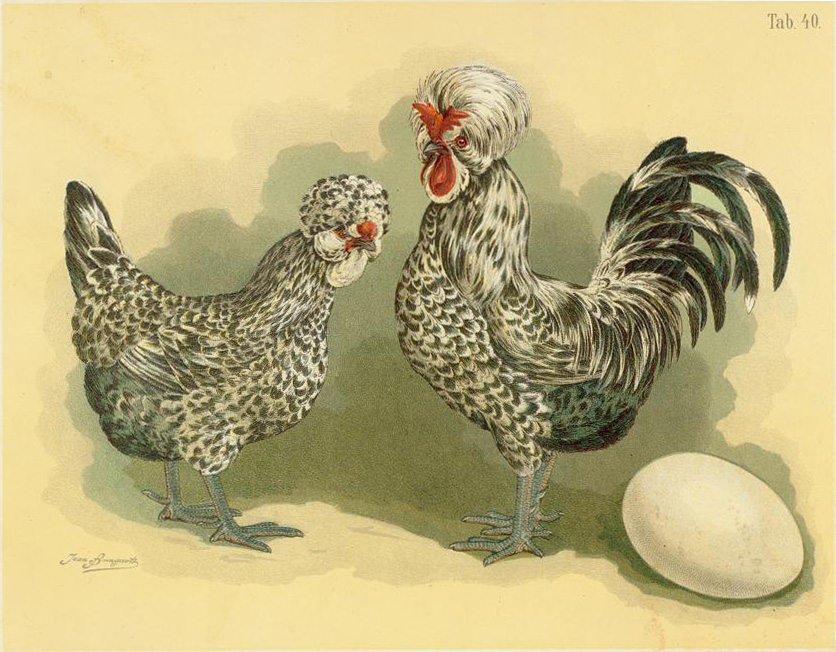
Hühner (Geflügel-Album, Jean Bungartz, 1885)
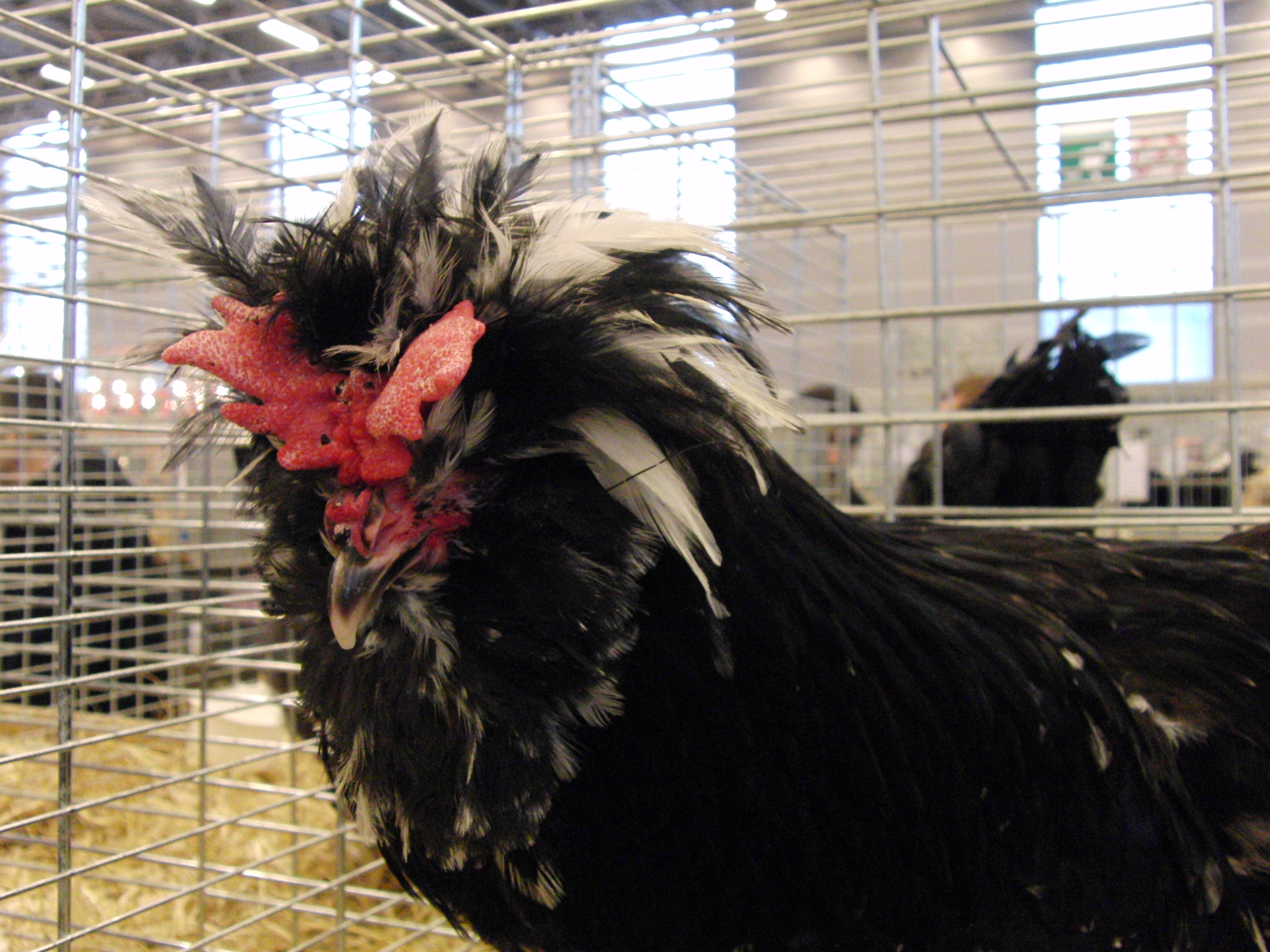
Kopstudie
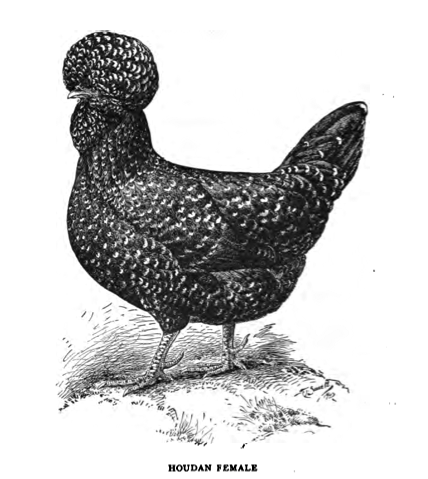
hen

## Consumptie

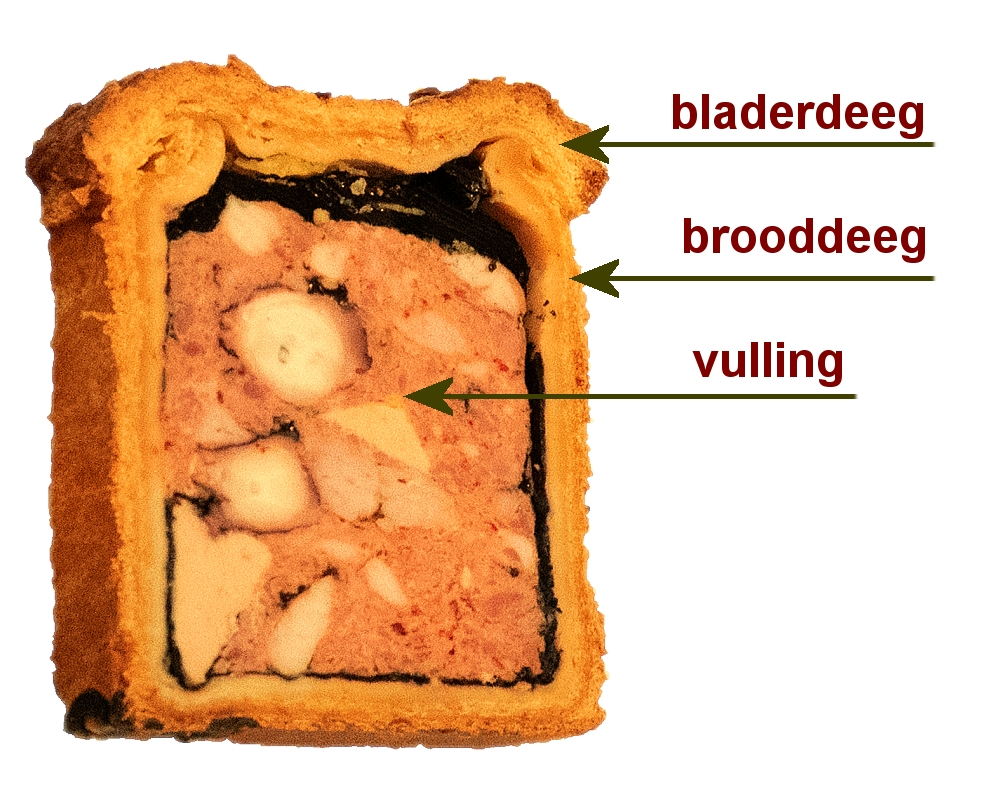
Paté de Houdan

Rond het einde van de 19de eeuw werden Houdan-kippen het gehele jaar door verkocht op de markten van Houdan, Dreux en Nogent-le-Roi, per jaar zes miljoen stuks. Een gunstige verhouding tussen levend gewicht en vleesopbrengst, de verfijnde smaak en een optimale structuur van het vlees maakte de Houdan populair. Deze eigenschappen worden gedeeld met de Faverolles, een ras dat gefokt is uit de Houdan, de Dorking en de Crève-Coeur.

## Gastronomie
De Franse gastronomie kenmerkt zich door een voorkeur voor lokale rassen en gerechten. Dit leidt ertoe dat allerlei klassieke gerechten gebaseerd op de Houdan nog steeds op het menu van restaurants staan, zeker in het departement Yvelines. Bekend is Paté de Houdan, een paté in korstdeeg (pâté en croûte) gevuld met lever, fijngesneden vlees van de Houdan kip en champignons. De totale bereiding duurt vier dagen. De beroemde paté Houdan werd rond 1850 bedacht door slager Victor Tasserie. Verder is er onder andere Poulet de Houdan au Cidre, Fricassée de Poulette, Suprême de poularde de Houdan en Poule au Pot. Voor de promotie van het gerecht is Confrérie Gastronomique de la Poule et du Pâté de Houdan opgericht.